# Ouse (rzeka w Susseksie)
Ouse (ang. River Ouse) – rzeka w południowo-wschodniej Anglii, w hrabstwach West Sussex i East Sussex. Długość rzeki wynosi 62 km, a powierzchnia jej dorzecza – 664 km².
Źródło rzeki znajduje się w pobliżu osady Ashfold Crossways, na wysokości około 100 m n.p.m. W górnym biegu rzeka płynie w kierunku wschodnim, od północy opływa miasto Haywards Heath, następnie skręca na południe. W końcowym biegu przepływa przez park narodowy South Downs i miasto Lewes. Uchodzi do kanału La Manche w mieście Newhaven.
28 marca 1941 r. Virginia Woolf popełniła samobójstwo, rzucając się do rzeki Ouse, nieopodal swojego domu w Rodmell.